# Klaus Peter Müller
Klaus Peter Müller (* 1950) ist ein deutscher Anglist.

## Leben
Er studierte Englisch, Romanistik, Philosophie und Erziehungswissenschaft an der Universität Düsseldorf (1979 Staatsexamen). 1983 promovierte er zum Dr. phil.  in Englisch, Romanistik und Philosophie an der Universität Bonn. Nach der Habilitation 1995 (Venia legendi: Englische Philologie) lehrte er von 2002 bis 2017 als Professor für British Studies und Translationswissenschaft an der Johannes Gutenberg-Universität Mainz.
Seine Forschungsgebiete sind die Literatur (mit besonderem Schwerpunkt auf englischer, schottischer, irischer, kanadischer und karibischer Literatur), Kultur und Medienwissenschaft, Übersetzungswissenschaft und ihre Verbindungen zu Erzählung, Kognition und Erkenntnistheorie.

## Schriften (Auswahl)
- Epiphanie. Begriff und Gestaltungsprinzip im Frühwerk von James Joyce. Frankfurt 1984.
- mit Albert-Reiner Glaap: Introducing the Essay. Frankfurt 1985.
- Wertstrukturen und Wertewandel im englischen Drama der Gegenwart. Trier 2000.